# Banský Studenec
Banský Studenec este o comună slovacă, aflată în districtul Banská Štiavnica din regiunea Banská Bystrica. Localitatea se află la altitudinea de 570 m deasupra n.m., se întinde pe o suprafață de 19,19 km2 și în 2017 număra 472 de locuitori.

## Istoric
Localitatea Banský Studenec este atestată documentar din 1266.

## Demografie
| An:                | 1994 | 2004   | 2014   | 2024   |
| ------------------ | ---- | ------ | ------ | ------ |
| Număr de persoane: | 465  | 469    | 463    | 461    |
| Diferență:         |      | +0,86% | −1,27% | −0,43% |

| An:                | 2023 | 2024 |
| ------------------ | ---- | ---- |
| Număr de persoane: | 461  | 461  |
| Diferență:         |      | +0%  |